# 包勒

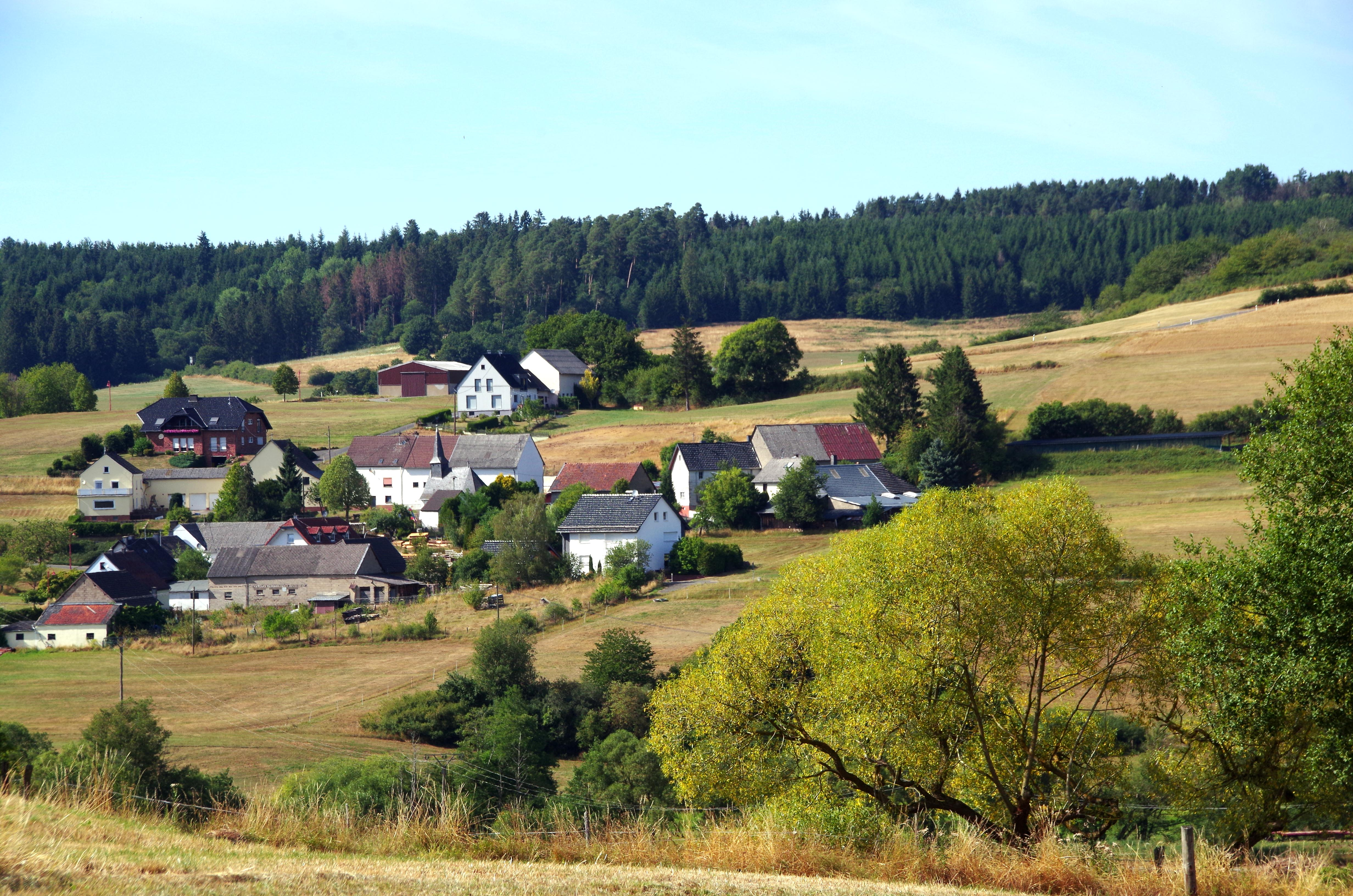
包勒的東南部

包勒是德国莱茵兰-普法尔茨州的一个市镇。总面积2.33平方公里，总人口46人，其中男性29人，女性17人（2011年12月31日），人口密度20人/平方公里。